# Biografielijst Ev

## Eva

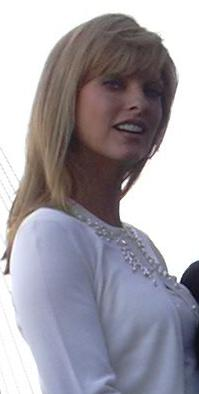
Linda Evangelista

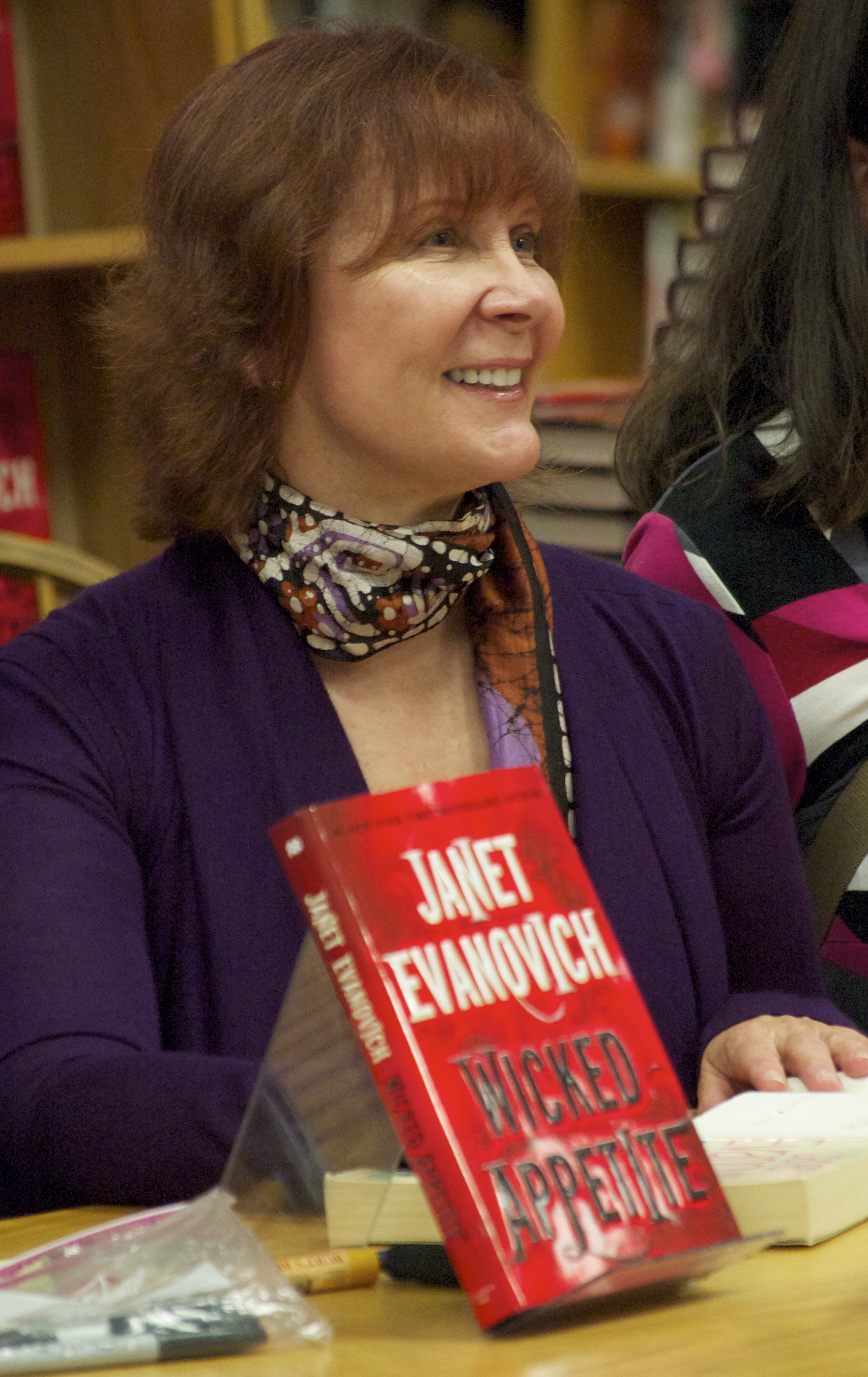
Janet Evanovich (2010)

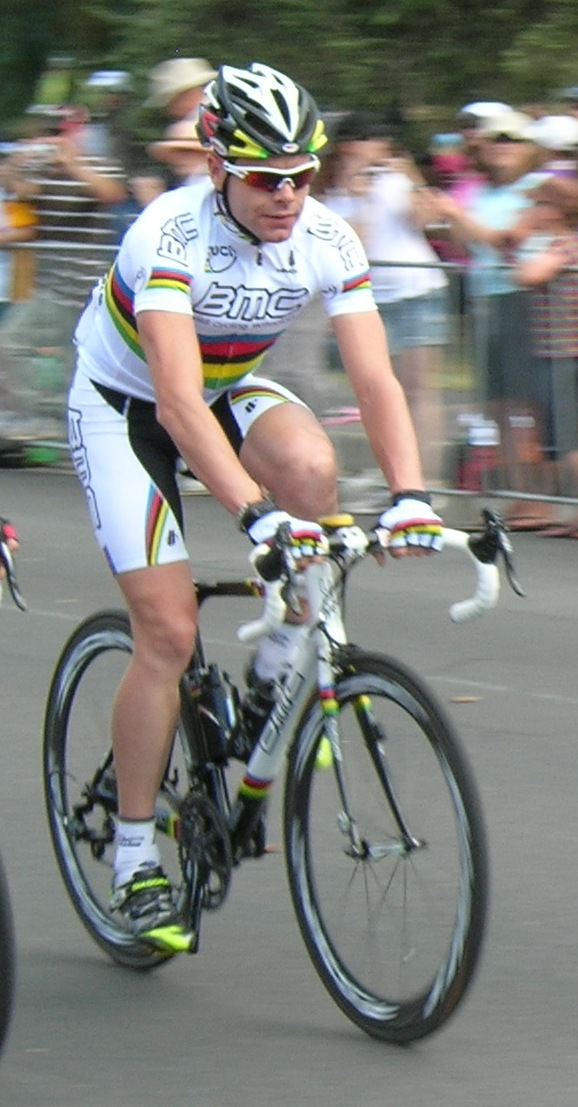
Cadel Evans (2010)

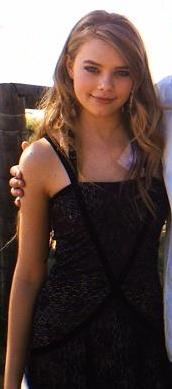
Indiana Evans

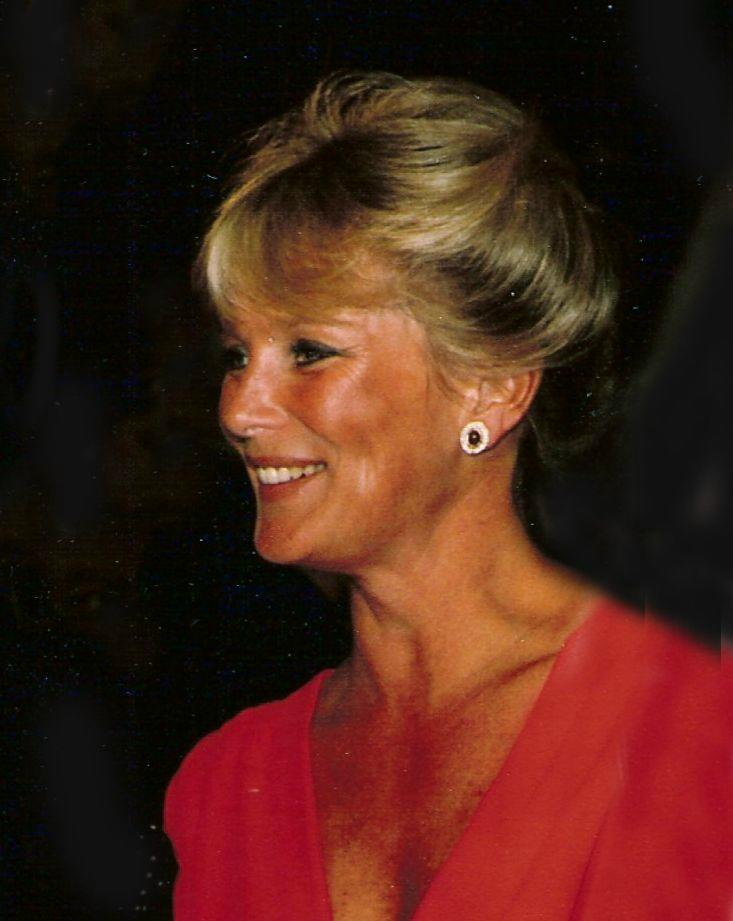
Linda Evans

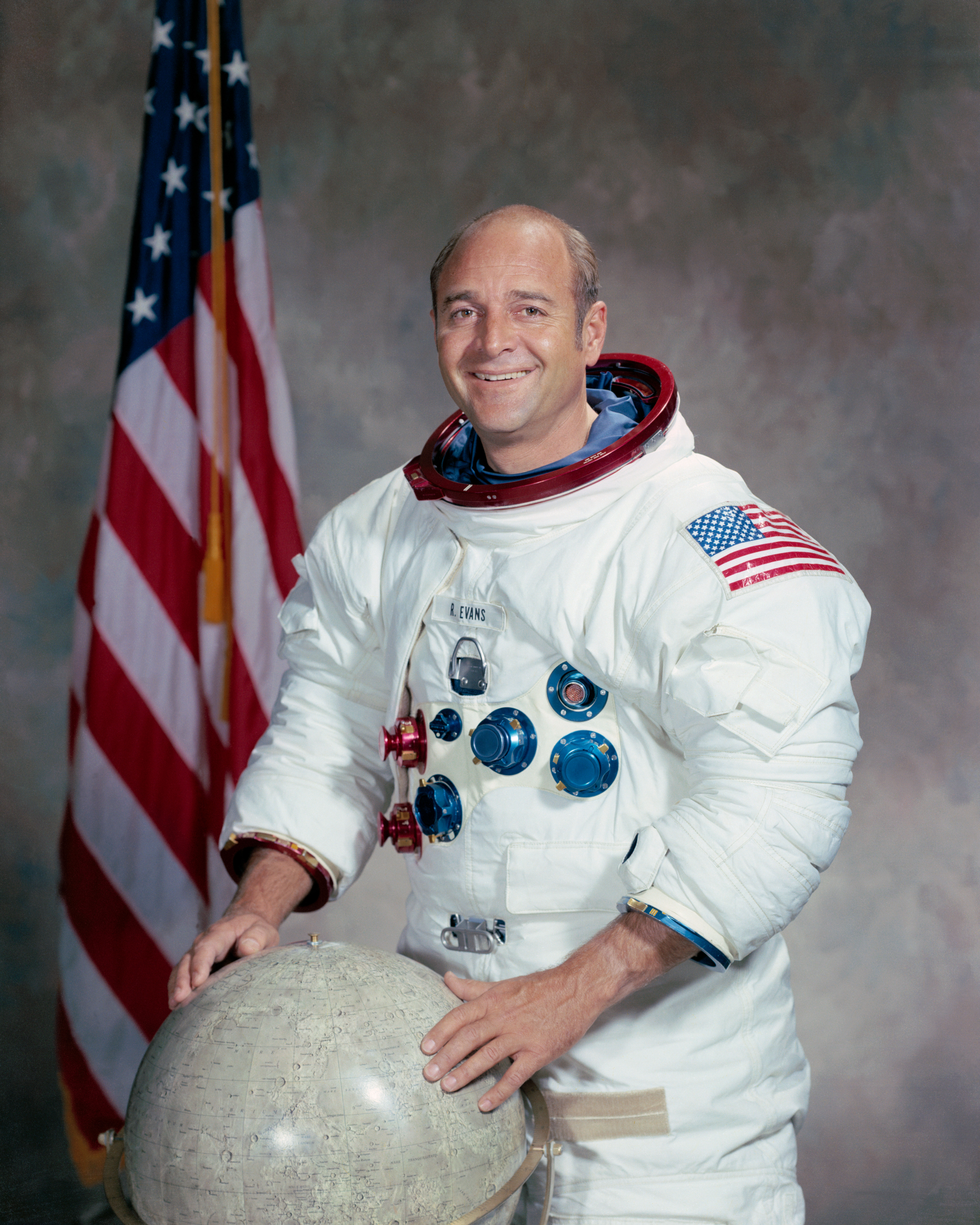
Ronald Ellwin Evans, Jr.

- Eva, Eerste vrouw (Tenach, Hebreeuwse Bijbel)
- Evagrius van Pontus (345-399), Christelijk woestijnvader
- Louis Auguste Frédéric Evain (1775-1852), Frans-Belgisch militair en Belgisch minister
- Eva Maria, pseudoniem van Eva Maria Hückl, (1934), Belgisch-Oostenrijks presentatrice en zangeres
- John Evan (1948), Brits toetsenist
- Paul Evanby, pseudoniem van Paul Evenblij, Nederlands schrijver van fictie, muziek en programmatuur
- Christine Evangelista (1986), Amerikaans actrice
- Heart Evangelista, pseudoniem van Love Marie Payawal Ongpauco, (1985), Filipijns actrice, televisiepresentator, zangeres, model en videojockey
- Linda Evangelista (1965), Canadees supermodel
- Luís Gustavo Ledes Evangelista dos Santos (1992), Portugees voetballer
- Giovanni Evangelisti (1961), Italiaans atleet
- Alberigo Evani (1963), Italiaans voetballer, voetbaltrainer en voetbalcoach
- Janet Evanovich, bekend als Steffie Hall, (1943), Amerikaans schrijfster
- Alan Evans, (1949-1999), Brits dartspeler
- Alana Evans, bekend als Jenna Talia, (1976), Amerikaans pornoactrice
- Alice Jane Evans (1971), Brits actrice
- Anne Evans (1941), Brits sopraan van Welshe komaf
- Arthur John Evans (1851-1941), Engels archeoloog
- Bill Evans (1929-1980), Amerikaans jazzpianist
- Bill Evans (1958), Amerikaans saxofonist
- Blair Catherine Evans (1991), Australisch zwemster
- Bob Evans (1947), Brits Formule 1-coureur
- Brad Evans (1992), Nieuw-Zeelands wielrenner
- Bradley Ray (Brad) Evans (1985), Amerikaans voetballer
- Cadel Evans (1977), Australisch wielrenner en mountainbiker
- Cameron J. Evans (1984), Canadees wielrenner
- Carl Tye Evans (1968), Amerikaans acteur, filmregisseur en schrijver
- Chedwyn (Ched) Evans (1988), Welsh voetballer
- Charles E. (Chick) Evans (1890-1979), Amerikaans golfspeler
- Christopher Robert (Chris) Evans (1981), Amerikaans acteur
- Corry Evans (1990), Noord-Iers voetballer
- Daniel Evans (1990), Brits tennisser
- Dave Evans (1953), Brits zanger
- David Howell Evans, bekend als The Edge, (1961), Iers rockgitarist
- Demetrious (Demi) Evans (196), Amerikaans jazzzangeres
- Dik Evans, Iers gitarist
- Donald Louis Evans (1946), Amerikaans politicus en zakenman
- Edith Mary Evans (1888-1976), Engels actrice
- Elfyn Evans (1988), Brits rallyrijder
- Ernest Evans, bekend als Chubby Checker, (1941), Amerikaans zanger
- Faith Renée Evans (1973), Amerikaans zangeres
- Frederick H. Evans (1853-1943), Brits fotograaf
- Gareth Huw Evans (1980), Welsh filmregisseur, scenarist, editor en producent
- Gareth John Evans (1944), Australisch politicus
- George Evans (1994), Engels voetballer
- Gil Evans (1912-1988), Amerikaans jazzmusicus, arrangeur, componist, bandleider en pianist
- Gladys Clare Evans, bekend als Gladys George, (1904-1954), Amerikaans actrice
- Grant Evans (1990), Schots voetballer
- Gwyndaf Evans (1959), Brits rallyrijder
- Gwynne Evans (1880-1965), Amerikaans waterpolospeler en zwemmer
- Hilary Evans (1929), Brits beeldend archivaris, auteur en onderzoeker
- Indiana Rose Evans (1990), Australisch actrice
- Janet Beth Evans (1971), Amerikaans zwemster
- John Evans (1877-1990), Brits oudste man
- John Michael Evans (1957), Canadees roeier
- Jonathan (Jonny) Grant Evans (1988), Noord-Iers voetballer
- Judith Evans, bekend als Judy Greer, (1975), Amerikaans actrice
- Kevin Evans (1978), Zuid-Afrikaans wielrenner
- Lee Edward Evans (1947), Amerikaans sprinter
- Lee John Martin Evans (1964), Brits komiek, schrijver, acteur en musicus
- Linda Evans (1942), Amerikaans actrice
- Lisa Catherine Evans (1992), Schots voetbalster
- Luke Evans (1979), Brits acteur
- Mal Evans (1935-1976), Brits roadmanager, persoonlijk assistent en muziekproducent
- Margherita (Madge) Evans (1909-1981), Amerikaans actrice, kindster en model
- Marcus (Mark) Evans (1957), Canadees roeier
- Margie Evans (1940), Amerikaans blues- en gospelzangeres
- Mark Whitmore Evans (1956), Australisch bassist
- Martin John Evans (1941), Brits wetenschapper en Nobelprijswinnaar
- Marsha Johnson (Marty) Evans (ca. 1947), Amerikaans schout-bij-nacht en bestuurder
- Mary Ann Evans, bekend als George Eliot, (1819-1880), Engels schrijfster en dichteres
- Mary Beth Evans (1961), Amerikaans actrice
- Michael Evans (1957), Canadees roeier
- Michael Evans (1976), Nederlands voetballer
- Michael Jonas (Mike) Evans (1949-2006), Amerikaans acteur en schrijver
- Mitchell (Mitch) Evans (1994), Nieuw-Zeelands autocoureur
- Nicholas (Nick) Evans (1947), Brits trombonist
- Noreen Evans (1955), Amerikaans politica en advocate
- Orrin Evans (1976), Amerikaans jazzpianist
- Paul Evans (1938), Amerikaans zanger en songwriter
- Paul Evans (1961), Brits atleet
- Rashad Anton Evans (1979), Amerikaans MMA-vechter
- Raymond Bernard (Ray) Evans (1915-2007), Amerikaans songwriter
- Reginald (Reg) Evans (1928-2009), Australisch acteur van Welshe komaf
- Rhys Owain Evans, bekend als Rhys Ifans, (1967), Welsh acteur
- Richard Dik (Dick) Evans, Iers gitarist
- Robert Evans, geboren als Robert J. Shapera (1930), Amerikaanse filmproducent, voormalig studiobaas en acteur
- Robert (Bob) Evans (1947), Brits Formule 1-coureur
- Rod Evans (1947), Brits zanger
- Ronald Ellwin Evans, Jr. (1933-1990), Amerikaans ruimtevaarder
- Ronald Mark Evans (1949), Amerikaans hoogleraar en bioloog
- Rudulph Evans (1878-1960), Amerikaans beeldhouwer
- Sara Lynn Evans (1971), Amerikaans countryzangeres
- Sean Charles Evans (1971-2007), Amerikaans worstelaar
- Shaun Evans (1980), Brits acteur
- Simon Lee Evans (1975), Welsh voetbalscheidsrechter
- Sonia Evans, bekend als Sonia, (1971), Brits zangeres
- Tenniel Evans (1926-2009), Brits acteur
- Troy Evans (1948), Amerikaans acteur
- Tyrone Evans, bekend als Michael Tarver, (1977), Amerikaans worstelaar
- Warren Evans (ca. 1910-1959), Amerikaans jazz- en rhythm & blues-zanger
- William D. (Bill) Evans (1958), Amerikaans saxofonist
- William Davies Evans (1790-1872), Brits schaker
- Judi Evans Luciano (1966), Amerikaans actrice
- Ambrose Evans-Pritchard (1957), Brits journalist
- Edward Evan Evans-Pritchard (1902-1973), Brits antropoloog
- Jennifer Evans-van der Harten (1980), Nederlands muzikant en singer-songwriter
- Walter Yeeling Evans-Wentz (1878-1965), Amerikaans theosoof en schrijver
- Emanuel de Jesus Bonfim Evaristo, bekend als Manú, (1982), Portugees voetballer
- Evaristo, pseudoniem van Evaristo de Macedo Filho, (1933), Braziliaans voetballer, voetbaltrainer en -coach
- Juan Evaristo (1902-1975), Argentijns voetballer
- Evaristus (+ca. 107), paus (98-106)

## Evd
- Georges van Evdokia, geboren als Georges Wagner, (1930-1993), Oosters-orthodox aartsbisschop

## Eve

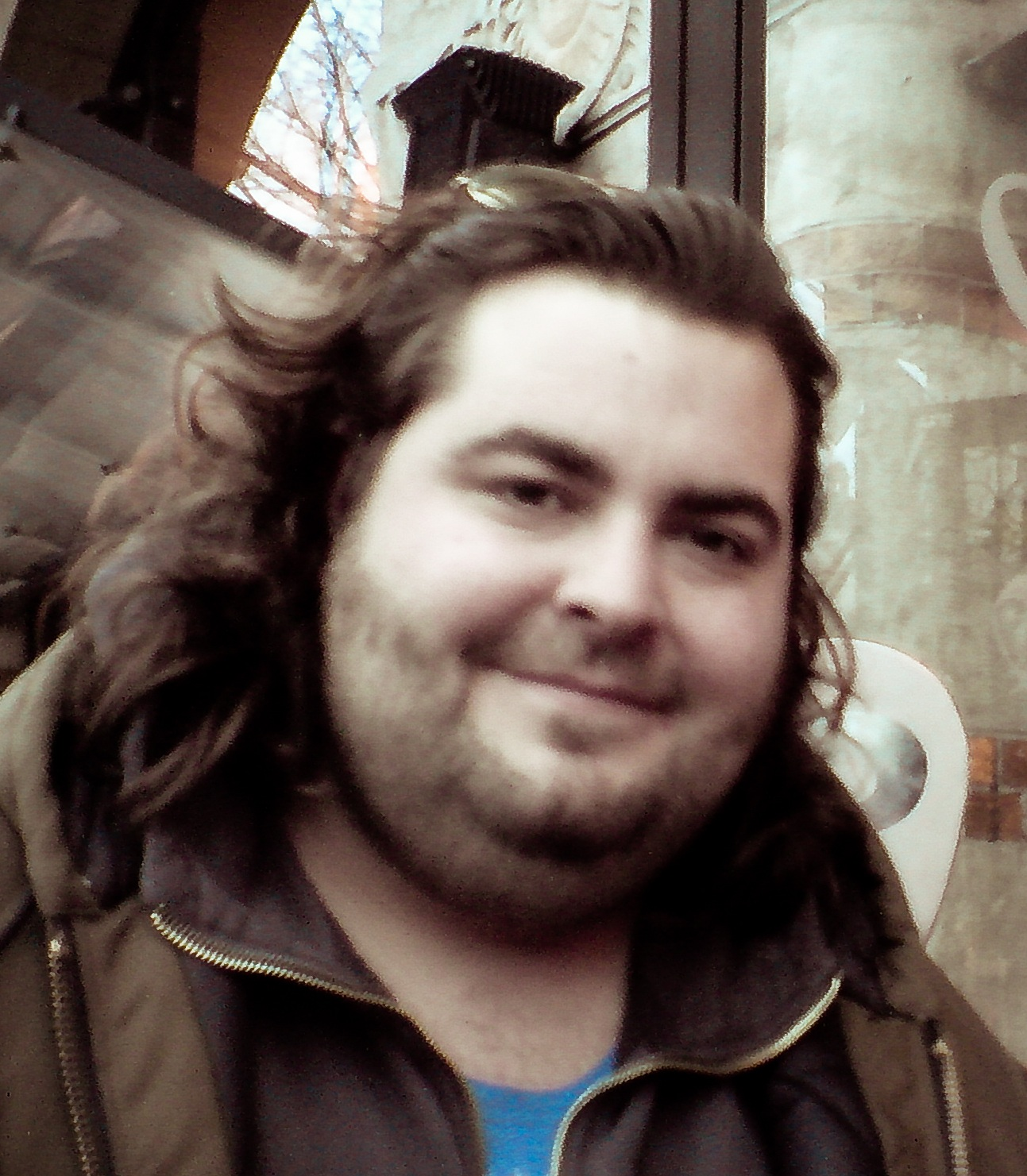
Stephan Evenblij

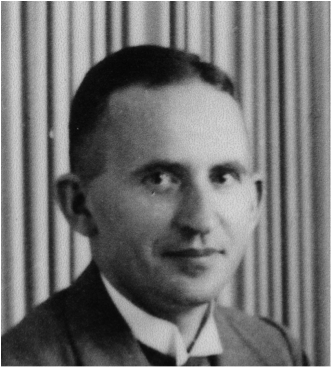
Jan Evenhuis (1929)

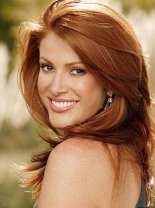
Angie Everhart

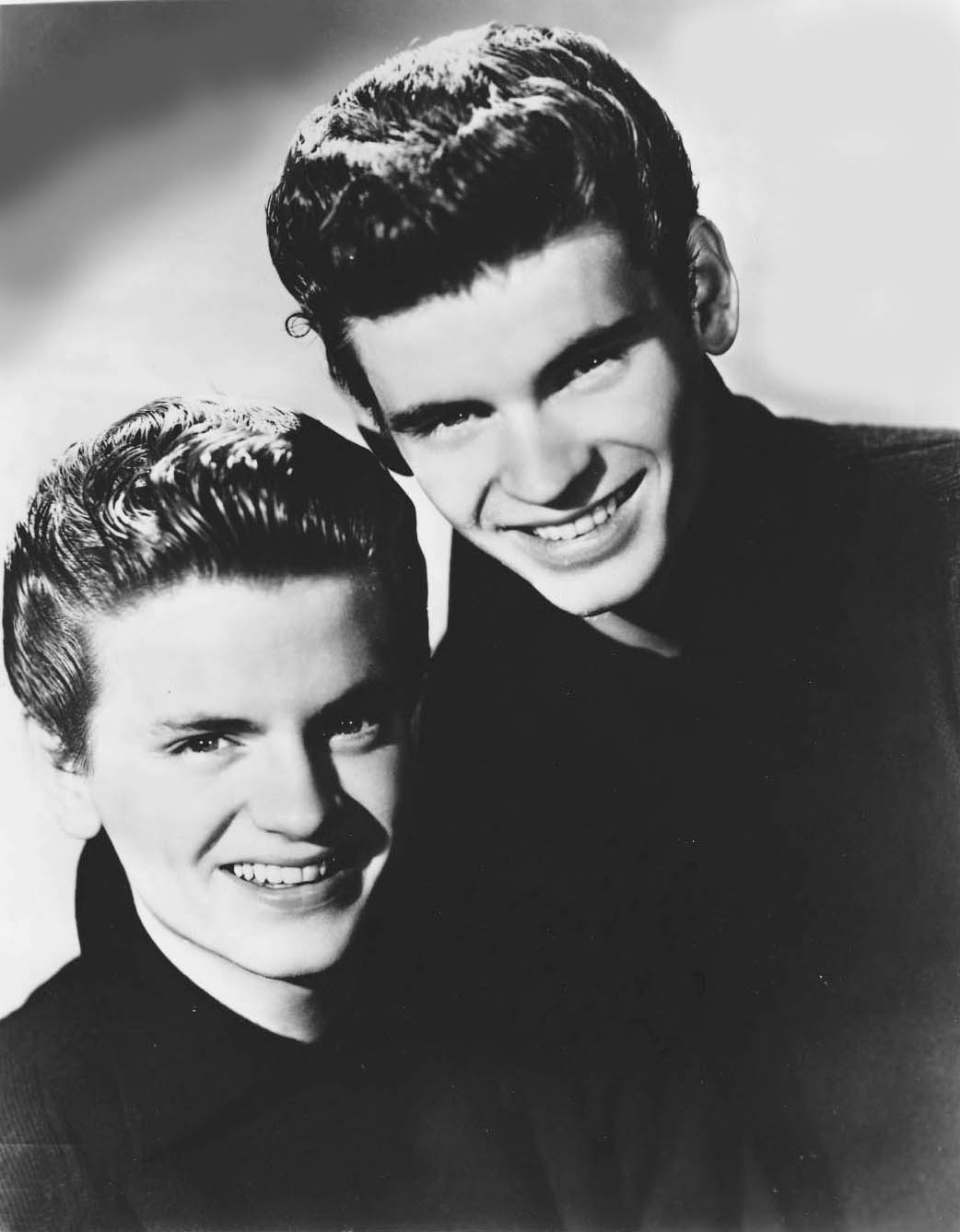
Phil (links) en Don Everly

- Alice Sophia Eve (1982), Engels actrice
- Eve, pseudoniem van Eve Jihan Jeffers, (1978), Amerikaans zangeres en rapster
- Laverne Eve (1965), Bahamaans atlete
- Richmond Cavill (Dick) Eve (1901-1969), Australisch schoonspringer
- Trevor John Eve (1951), Engels film- en televisieacteur
- David van Voorst Evekink (1890-1950), Nederlands militair
- Angelo Evelyn (1942), Canadees kunstschilder
- John Evelyn (1620-1706), Engels schrijver en dagboekschrijver
- Edward Van Even (1821-1905), Belgisch letterkundige, historicus en stadsarchivaris
- Frank Evenblij (1978), Nederlands tv-presentator en programmamaker
- Paul Evenblij, bekend als Paul Evenby, Nederlands schrijver van fictie, muziek en programmatuur
- Stephan Evenblij (1981), Nederlands acteur
- Henri Evenepoel (1872-1899), Belgisch kunstschilder
- Johan Evenepoel (1965), Belgisch componist, dirigent en klarinettist
- Remco Evenepoel (2000), Belgisch wielrenner
- Albert-Jan Evenhuis (1941-2011), Nederlands politicus en staatssecretaris
- Egbert (Eddy) Evenhuis (1920-2002), Nederlands journalist en dichter
- Gertie Evenhuis (1927-2005), Nederlands schrijfster
- Hanske Evenhuis-van Essen (1921), Nederlands politica
- Jan Evenhuis (1896-1944), Nederlands belastinginspecteur en verzetsstrijder
- Jeanne Dientje Woerdeman-Evenhuis (1924-1994), Nederlands dermatologe en verzetsstrijder
- Aaltina Evenhuis-Meppelink (ca. 1944), Nederlands burgemeester
- Bernt Evens (1978), Belgisch voetballer
- Brecht Evens (1986), Belgisch striptekenaar en illustrator
- Henri (Rik(ske)) Evens (1927-2022), Belgisch wielrenner
- Bernt Sverre Evensen (1905-1979), Noors langebaanschaatser
- Johan Remen Evensen (1985), Noors schansspringer
- Adrien Evéquoz (1948), Zwitsers diplomaat en militair
- Rinus Everaers (1946), Nederlands politicus
- Cornelis Everaert (ca. 1480-1556), Zuid-Nederlands lakenverver, volder en rederijker
- Pierre Everaert (1933), Frans wielrenner
- Robert Everaert (1923-1951), Belgisch atleet
- Egidius Everaerts (1877-1949), Belgisch beeldhouwer
- Eugène Everaerts (1880-1976), Vlaams activist
- Jan Everaerts (1511-1536), Nederlands dichter, bekend onder het pseudoniem Janus Secundus
- Jean-Baptiste Everaerts (1818-1904), Belgisch bankier en politicus
- Kim Everaerts (2002), Nederlands voetbalster
- Nicolaas Everaerts (ca. 1462-1532), Nederlands jurist en rector, president van het Hof van Holland en van de Grote Raad van Mechelen
- Vic Everaet (1934-2017), Belgisch politicus
- Everard van Doerne (ca. 1385-voor 1462), Nederlands bestuurder en edelman
- Everard van Doerne (ca. 1465-1526), Nederlands bestuurder en edelman
- Everard van Doerne (ca. 1636-1705), heer van Asten (1656-1705)
- Everardus van Ieper (ca. 1120-na 1190), Zuid-Nederlands scholastisch filosoof
- Allaert van Everdingen, bekend als Aldert Pietersz. van Everdingen, (1617-1675), Nederlands kunstschilder en graficus
- Cesar Boetius van Everdingen, bekend als Caesar Pietersz. van Everdingen, (ca. 1617-1678), Nederlands kunstschilder
- Ewoud van Everdingen (1873-1955), Nederlands natuurkundige, meteoroloog, oceanograaf en klimatoloog
- Maria Johanna van Everdingen (1913-1985), Nederlands beeldhouwster
- George Everest (1790-1866), Welsh landmeter, kolonel en geograaf
- Alfred Hart Everett (1848-1898), Brits ambtenaar en ornitholoog
- Betty Everett (1939-2001), Amerikaans soulzangeres
- Brent Everett, pseudoniem van Dustin Germaine, (1984), Canadees pornoacteur en -regisseur
- Dylan Everett (1995), Canadees acteur
- Mark Everett (1968), Amerikaans atleet
- Mark Oliver Everett, bekend als E, (1966), Amerikaans zanger en liedjesschrijver
- Rupert James Hector Everett (1959), Engels acteur, zanger en auteur
- Wynn Everett (1978), Amerikaans actrice en auteur
- Hugh Everett III (1930-1982), Amerikaans natuurkundige
- Evergislus (+ca. 593), Belgisch bisschop en heilige
- Everhard van Beieren (ca. 910-voor 960), hertog van Beieren (937-938)
- Everhard van der Marck (1472-1538), prins-bisschop van Luik (1505-1538), bisschop van Chartres (1507-1525), en aartsbisschop van Valencia (1520-1538)
- Everhard van Diest (?-1301), Zuid-Nederlands geestelijke en prins-bisschop van Münster
- Everhard van Nellenburg (ca. 1015-1078), graaf in Zwaben en zalige
- Everhard I van der Mark (ca. 1255-1308), Graaf van Mark-Altena
- Everhard I van Württemberg (1265-1325), Graaf van Württemberg (1279-1325)
- Everhard II van Württemberg (na 1315-1392), Graaf van Württemberg (1344-1392)
- Everhard III van Franken (ca. 885-939), Hertog van Franken (918-939)
- Everhard III van Württemberg (+1417), Graaf van Württemberg (1392-1417)
- Everhard IV van Württemberg (1388-1419), Graaf van Württemberg (1417-1419)
- Angie Everhart (1969), Amerikaans actrice en filmproducente
- Bastiaan Everink (1969), Nederlands operazanger
- Anthony Everitt (1940), Engels academicus en schrijver
- Everlast, pseudoniem van Erik Francis Schrody, (1969), Amerikaans musicus
- Charles Everling (1889-1962), Belgisch syndicalist en vakbondsbestuurder
- Don Everly (1937-2021), Amerikaans musicus
- Phil Everly (1939-2014), Amerikaans musicus
- Jason Everman (1967), Amerikaans gitarist en militair
- Alfred Evers (1935-2018), Belgisch politicus
- Andrea Evers (1967-2025), Nederlands gezondheidspsycholoog en hoogleraar
- Brand (Bram) Evers (1886-1952), Nederlands atleet
- Brenny Evers (1978), Nederlands voetballer
- Carel Joseph (Charles) Evers (1773-1818), Nederlands luitenant-generaal en cavalerist
- Edwin Evers (1971), Nederlands radiodiskjockey, drummer en zanger
- Ellen Evers (1966), Nederlands zangeres en actrice
- Floris Maarten Alphons Maria Evers (1983), Nederlands hockeyspeler
- Hans Evers (1924-1991), Nederlands voorzitter van de Zionistenbond
- Hendrik Jorden (Henri) Evers (1855-1929), Nederlands architect
- Hendrikus Franciscus Maria (Henk) Evers (1953), Nederlands politicus
- Henk Evers (1939), Nederlands atleet
- Henricus Maria (Harry) Evers (1918-1991), Nederlands politieman en oorlogsmisdadiger
- Ingrid Evers (1946), Nederlands historica
- Korneel Evers (1979), Nederlands acteur en cabaretier
- Lou Evers (1927), Nederlands leraar en publicist
- Meike Evers (1977), Duits roeister
- Melissa Evers (1993), Nederlands voetbalster
- Raphael Evers (1954), Nederlands rabbijn en publicist
- Ties Evers (1991), Nederlands voetballer
- Caroline Evers-Swindell (1978), Nieuw-Zeelands roeister
- Georgina Evers-Swindell (1978), Nieuw-Zeelands roeister
- Johannes Herbert August Willem van Heerdt tot Eversberg (1829-1893), Nederlands militair, ambtenaar en koloniaal bestuurder
- Thimon Cornelis van Heerdt tot Eversberg (1761-1844), Nederlands politicus en graaf
- Willem Eversdijck (ca. 1616-1671), Nederlands kunstschilder en tekenaar
- Huibrecht (Huib) Eversdijk (1933-2012), Nederlands politicus
- Jan Everse (1922-1974), Nederlands voetballer
- Jan Everse Jr. (1954), Nederlands voetballer en voetbalcoach
- Adrianus Eversen (1818-1897), Nederlands kunstschilder
- Johannes Hendrik Eversen (1906-1995), Nederlands kunstschilder
- Michael Everson (1963), Iers taalkundige
- Marianna von Evers van Aldendriel (1804-1878), maîtresse van koning Willem II der Nederlanden
- Aleksej Jermolajevitsj Evert (1857-1918), Russisch generaal
- Christine Marie (Chris) Evert (1954), Amerikaans tennisster
- Evert V Korff (ca. 1375-ca. 1459), heer op West Harkotten en het Gut Wittenberg en Burgmann zu Iburg
- Daan Everts (1941), Nederlands diplomaat en hoofd van NAVO-missie
- Harry Everts, Belgisch motorcrosser
- Johannes (Hans) Everts (1882-1954), Nederlands jurist, sociaal-hervormer en armoedebestrijder
- Jos Everts (1964), Nederlands triatleet
- Philip Everts (1938), Nederlands (internationaal) jurist, socioloog, polemoloog en vredesactivist
- Stefan Everts (1972), Belgisch motorcrosser
- Vincent Everts (1959), Nederlands trendwatcher en videoblogger
- Willem Everts (1827-1900), Nederlands politicus
- Wilte Harko Everts (1954), Nederlands politicus
- Cornelis Evertsen de Jonge (1628-1679), Nederlands admiraal
- Cornelis Evertsen de Jongste (1642-1706), Nederlands admiraal
- Cornelis Evertsen de Oude (1610-1666), Nederlands admiraal
- Geleyn Evertsen (1655-1721), Nederlands admiraal
- Johan Evertsen (ca. 1600-1666), Nederlands admiraal
- Juan Miguel Gregorio (Juancho) Evertsz (1923-2008), oud-premier van de Nederlandse Antillen
- Carlo Evertz (1990), Belgisch-Duits voetballer
- Theodor Evertz (16e eeuw), Nederlands polyfonist
- Everwijn II van Bentheim (1461-1530), graaf van Bentheim
- Everwijn II van Bentheim-Steinfurt (1461-1530), stadhouder van Friesland (tot 1515), graaf van Bentheim-Steinfurt en pandheer van de heerlijkheid Bredevoort (tot 1513)
- Henry Every (1653-1696), Engels kapitein en zeerover
- Jean l'Evesque de la Cassière (1502-1581), grootmeester van de Orde van Malta
- Steve Evets, pseudoniem van  Steven Murphy, (1960), Engels acteur

## Evi
- Briana Evigan (1986), Amerikaans actrice en danseres
- Ralph Evinrude (1907-1986), Amerikaans zakenmagnaat
- David Evison (1944), Engels beeldhouwer en hoogleraar
- Kathleen G. (Kathy) Evison (1963), Amerikaans actrice
- Peter Evison (1964), Engels darter
- John Evitts, Engels acteur

## Evo
- Natale Evola, bekend als Joe Diamond, (1907-1973), Amerikaans maffioso
- Amanda Evora (1984), Amerikaans kunstschaatsster
- Cesária Évora (1941-2011), Kaapverdisch folkzangeres
- Nelson Évora (1984), Portugees atleet
- François Marie Ghislain Rodriguez d'Evora y Vega (1791-1840), Belgisch politicus

## Evr
- Patrice Evra (1981), Frans voetballer
- Peter Evrard (1974), Belgisch zanger
- Ahmet Kenan (Kenan) Evren (1917-2015), Turks officier en president (1980-1989)
- Lodewijk van Évreux (1276-1319), Frans prins en Graaf van Évreux (1298-1319)
- Maria van Évreux (1330-1347), Koningin van Aragón (1338-1347)
- Evridiki Theokleous (1968), Cypriotische zangeres